# Căldărușanca, Buzău
Căldărușanca este un sat în comuna Glodeanu Sărat din județul Buzău, Muntenia, România. Se află în Câmpia Română, aproape de extremitatea sud-vestică a județului.
1. ↑  , GeoNames[*] Lipsește sau este vid: |title= (ajutor)